# Forrai Rózsi
Forrai Rózsi, született Fischer Rozália (Budapest, 1874. január 14. – Budapest, Erzsébetváros, 1931. június 20.) színésznő.

## Életútja
Fischer Manó kereskedő és Leitner Anna leánya. Iskolái végeztével mint Rákosi Szidi növendéke a Nagymamában vizsgázott. 1904-ben végezte el a Színművészeti Akadémiát. Korán a Thália-társulathoz került, itt első fellépése Musset Szeszély és Strindberg Apa című drámájában volt. Miután Beöthy László 1907-ben a Magyar Színházat drámai színházzá alakította, Forrai Rózsit is tagjai sorába szerződtette. Ez időtől fogva a legkitűnőbb alakítások hosszú sora jelezte pályáját. Az emberi ábrázolás legkiválóbb színészi eszközeivel megrajzolt alakjai mintegy ércbeöntve mindig súlyt nyertek alakításaiban anélkül, hogy az összjáték harmóniáját zavarta volna. 1910. június 29-én Budapesten, az Erzsébetvárosban feleségül ment Törzs Jenőhöz. 1921. október 29-től vendége volt a Belvárosi Színháznak, ahol a Szenes Béla-féle A gazdag lány című vígjáték rendkívüli sikere fűződik nevéhez. A több mint 200-szor játszott Fräulein Marie szerepe hosszú időkre emlékezetes eseménye maradt a magyar színészetnek. 1924 ősze és 1925 tavasza között a Renaissance Színházban játszott, majd újra tagja volt a Magyar Színháznak. 1927 őszétől nem volt szerződése. Vendégként játszott a Király Színházban Radó József Pesti család című operettjében, amely a Gazdag lányból készült. Halálát petefészekrák okozta. A Kozma utcai izraelita temetőben nyugszik.
Lánya Törzs Éva festő, fia Törzs Iván (külföldön Ivan Tors, 1916–1983) forgatókönyvíró és filmrendező.

## Főbb szerepei
- Mária Lujza (Rostand: A sasfiók)
- Gertrud (Shakespeare: Hamlet)
- Dulskiné (Zapolska: Hanka)
- Warrenné (Shaw: Warrenné mestersége)
- Perticsné (Csáth Géza: Janika)
- Koltayné (Gábor Andor: Dollárpapa)
- Gudula asszony (Frankfurtiak)
- Nathália (Új földesúr)
- Schultheiszné (Búzavirág)
- Fábryné (A válópörös hölgy)
- Evelin (Kárpáthy Zoltán)
- Betti (Bernát bácsi)
- Krisztina (Váratlan vendég)
- Anna (Halló!)
- Berlingot (Kék madár)
- Cohenné (Ábris rózsája)
- Ezredesné (Csákó és kalap)
- Klementin (A vörös szegfű)
- Sára (Vízözön)
- Vámosiné (Hivatalnok urak)